# Strakapoud prostřední
Strakapoud prostřední (Dendrocopos medius) je středně velkým druhem šplhavce z čeledi datlovitých (Picidae).

## Taxonomie
Druh pochází pravděpodobně z Balkánu nebo severní části Itálie, odkud se pak rozšířil do zbytku Evropy a severozápadní Asie. V současné době většina autorů uznává celkem čtyři vzhledově podobné subspecie:
- D. m. medius – severozápadní Španělsko a Francie severovýchodně po Estonsko, západní Rusko a Ukrajinu, a jihovýchodně po Itálii a Balkán
- D. m. caucasicus – severní Turecko, Kavkaz
- D. m. anatolia – západ a jih Malé Asie
- D. m. sanctijohannis – severní Írán.

## Popis
- Délka těla: 20–22 cm
- Rozpětí křídel: 33–34 cm
- Hmotnost: 50–58 g.

Je jen o něco menší než strakapoud velký (D. major), ale zároveň zřetelně větší než strakapoud malý (D. minor). Hřbet a křídla má leskle černá, bíle skvrnitá, s kulatou bílou skvrnou v ramenní oblasti. Ocas je černý s bílými, tmavě pruhovanými vnějšími pery. Temeno má červené bez černého okraje, šíjový proužek černý, neuzavřený. Boky jsou šedě pruhované, hruď světle žlutá a břicho a spodní krovky ocasní růžové. Zobák je poměrně krátký, slabší, světle šedě zbarvený. Ze všech druhů strakapoudů v Evropě má nejméně rozvinutý sexuální dimorfismus patrný pouze na červené čepičce, která je u samic o něco kratší a na zadním okraji špinavě oranžově žlutá.
Od podobného strakapouda velkého se liší hlavně červeným temenem, jinou kresbou hlavy, světlejšími spodními krovkami ocasními, šedým pruhováním na bocích těla a slabším zobákem.

## Hlas
Ozývá se výrazným „gyk“, často v rychlé řadě, nebo naříkavým „kvééh“. Bubnuje jen vzácně.

## Rozšíření

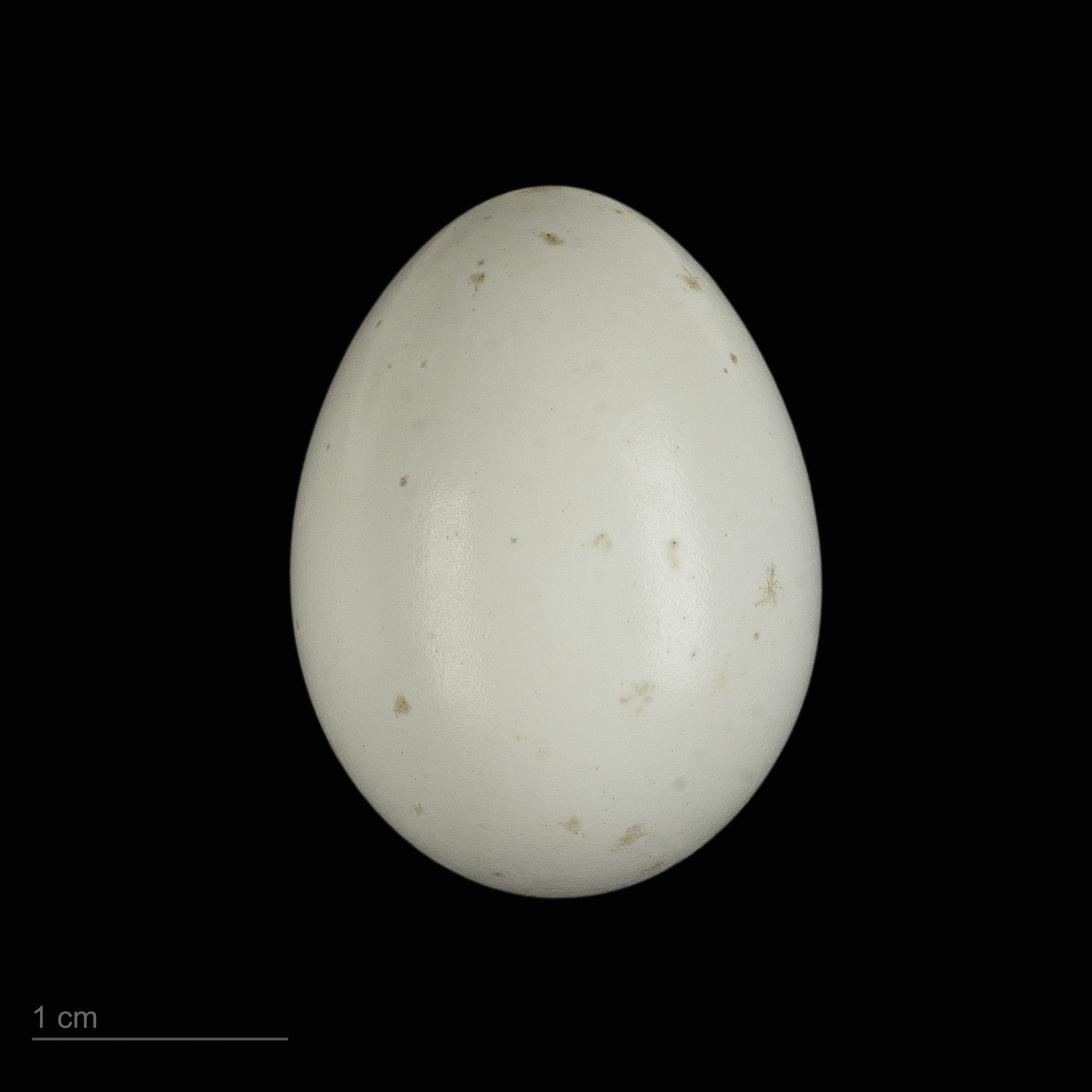
Dendrocopos medius

Žije na rozsáhlém území Evropy, v rozmezí od Kantaberského pohoří přes Pyreneje, velkou část Francie, Belgie a střední Evropu až po západní okraj evropské části Ruska; zasahuje též na Kavkaz a do Íránu a Iráku v Malé Asii. Stálý.
Ve střední a východní Evropě hnízdí hlavně v nížinách a pahorkatinách, maximálně po 900 m n. m. V Itálii, na Balkáně a v Turecku však hnízdí až po 1700 m n. m. a na Kavkaze a Íránu ještě výše.
Evropská populace druhu je odhadována na 140 000–310 000 hnízdících párů; nejhojněji je přitom zastoupen ve střední a východní Evropě. V České republice hnízdí v počtu 3000–6000 párů a je zde zvláště chráněný jako ohrožený druh.

## Biotop
Žije převážně v listnatých lesích, hlavně pak v lesích lužních s vysokým zastoupením starých dubů nebo v doubravách v pahorkatinách, méně početně také v jiných typech listnatého lesa (staré porosty habru, buku, olše, javoru nebo jilmu), ve smíšených lesích, velkých sadech (zvláště při okrajích uzavřených listnatých lesů) a parcích. Rozhodující je i velikost zalesněné plochy. Hodně nesouvislé lesní porosty o ploše menší než 10 ha totiž osídluje jen zřídkakdy.

## Hnízdění
Pohlavně dospívá již na konci prvního roku života. Je monogamní. Hnízdí v dutinách stromů, které si sám hloubí v kmenech nebo silných větvích s měkkým dřevem, obvykle ve výšce 5–10 m nad zemí. Na tesání dutiny, které trvá obvykle 2–4 týdny, se podílejí oba ptáci, samec i samice. Dutina bývá široká zhruba 12 cm a hluboká 20–35 cm s vletovým otvorem o průměru nejméně 34 mm. Občas též využívá opuštěných dutin strakapoudů velkých nebo strakapoudů malých, které rozšiřuje, či obsazuje jednu vlastní dutinu vícekrát. Ve střední Evropě začíná hnízdit nejdříve na začátku dubna. Ročně klade obvykle jednu snůšku po 5–6 (4–8) bílých, lesklých, 23,2 × 18,5 mm velkých vejcích, na kterých sedí oba rodiče 12–13 dnů. Mláďata hnízdo opouštějí po 20–24 dnech.

## Potrava
Po potravě pátrá hlavně v korunách stromů. Živí se převážně členovci, obzvláště pak hmyzem a mravenci, v malé míře též různými plody, semeny či mízou. Do dřeva příliš často neseká, a proto hmyz žijící ve dřevě (dospělce i larvy) získává pouze zpod vrchní vrstvy nebo odchlíplých kusů kůry.